# Daur (Pakistan)
Daur (en ourdou : دوڑ) est une ville pakistanaise située dans le district de Shaheed Benazirabad, dans le centre de la province du Sind. C'est la quatrième plus grande ville du district et est située à moins de trente kilomètres au nord de Nawabshah.
La population de la ville a été multipliée par près de trois entre 1972 et 2017, passant de 9 651 habitants à 28 230. Entre 1998 et 2017, la croissance annuelle moyenne s'affiche à 3,4 %, supérieure à la moyenne nationale de 2,4 %. Selon le recensement de 2023, la population de la ville monte à 35 662 habitants.
|            | 1972 (rec.) | 1981 (rec.) | 1998 (rec.) | 2017 (rec.) | 2023 (rec.) |
| ---------- | ----------- | ----------- | ----------- | ----------- | ----------- |
| Population | 9 651       | 8 266       | 14 830      | 28 230      | 35 662      |